# Åke Petersson (konstnär)
Kjell Åke Petersson, född 6 september 1929 i Malmö, död 26 september 2007 i Östra Torns församling, var en svensk ritare och målare.
Han var son till Waldemar Petersson och Blända Johansson samt från 1957 gift med Siv Inger Persson. Han studerade teckning och målning för Olle Wallengren och Bertil Berntsson 1950–1955. Separat ställde han ut i bland annat Lund och Trelleborg. Han medverkade några gånger i Sveriges allmänna konstförenings utställningar på Liljevalchs konsthall samt i samlingsutställningar arrangerade av Skånes konstförening. Hans konst består av figurer, stilleben och landskapsmåleri utfört i olja. Åke Petersson är gravsatt i minneslunden på Norra kyrkogården i Lund.